# Сорокопуд іржастий
Сорокопуд іржастий (Lanius gubernator) — вид горобцеподібних птахів родини сорокопудових (Laniidae).

## Поширення
Вид поширений в Західній і Центральній Африці від Кот-д'Івуару до Уганди. Природним середовищем існування є суха савана.

## Опис
Дрібний птах, завдовжки 14-16 см, вагою 23 г. Це птахи з міцною і масивною зовнішністю з досить великою і овальною головою, міцним і гачкуватим дзьобом, міцними і досить короткими ногами, короткими і округлими крилами і досить довгим тонким хвостом з квадратним кінцем. Верх голови і шия сірі, спина і крила червонувато-коричневі (на крилах є біле дзеркальце), горло і підхвіст білуваті, груди, живіт і боки бежево-помаранчеві, а хвіст і лицьова маска чорні. Над маскою є коротка біла брова. Очі темно-карі, а ноги та дзьоб сіро-чорнуваті.